# Arbéost
Arbéost är en kommun i departementet Hautes-Pyrénées i regionen Occitanien i sydvästra Frankrike. Kommunen ligger i kantonen Aucun som tillhör arrondissementet Argelès-Gazost. År 2022 hade Arbéost 78 invånare.

## Befolkningsutveckling
Antalet invånare i kommunen Arbéost
| Referens: INSEE |